# Sobre la guerra de guerrillas
Sobre la guerra de guerrillas (chino simplificado: 论 游击战; chino tradicional: 論 游擊戰; pinyin: Lùn Yóujĩ Zhàn) es un ensayo de Mao Zedong sobre el uso extensivo de una forma irregular de guerra en la que pequeños grupos de combatientes utilizan tácticas militares móviles en la forma de emboscadas e incursiones para combatir un ejército formal más grande y menos móvil. Mao escribió el libro en 1937 para convencer a los líderes políticos y militares chinos de que las tácticas de guerrilla eran necesarias para que los chinos las usaran en la segunda guerra sino-japonesa.

## Resumen

### Capítulo 1: ¿Qué es la guerra de guerrillas?
Mao afirma que la guerra de guerrillas es "un arma especial poderosa con la que resistimos a los japoneses y sin la cual no podemos derrotarlos". Mao explica cómo la guerra de guerrillas solo puede tener éxito si es empleada por revolucionarios porque es un estilo político y militar. Según Mao, la guerra de guerrillas es una forma de que los chinos expulsen a un intruso que tiene más armas, equipo y tropas.

### Capítulo 2: La relación de las hostilidades guerrilleras con las operaciones regulares
“Una característica principal de las operaciones guerrilleras es su dependencia de la propia gente para organizar batallones y otras unidades”. En el capítulo 2, Mao explica las diferencias y la relación entre la guerrilla y las tropas regulares. La guerra de guerrillas debe descentralizarse para permitir la rapidez y el desapego. Sin embargo, las tropas ortodoxas pueden adoptar temporalmente la estrategia de guerrilla y viceversa.

### Capítulo 3: La guerra de guerrillas en la historia
Mao se refiere a un grupo de guerras de diferentes continentes para respaldar su creencia de que la guerra de guerrillas es necesaria para expulsar a los conquistadores potenciales más poderosos. Se refiere específicamente a la resistencia rusa durante la invasión napoleónica de Rusia y los fracasos de los abisinios para resistir la agresión italiana en la segunda guerra italo-abisinia. También hace referencia al uso de tácticas de guerrilla en el Incidente de Sanyuanli durante la primera guerra del Opio, la Rebelión de Taiping y el Levantamiento de los Bóxers. También afirma que la guerra de guerrillas no puede tener éxito por sí sola sin una guerra ortodoxa. Los dos deben trabajar juntos en un esfuerzo por derrotar a un enemigo más grande y más fuerte.

### Capítulo 4: ¿Se puede lograr la victoria mediante operaciones de guerrilla?
Mao explica que los esfuerzos militares de Japón no cuentan con el apoyo total de ciudadanos y soldados. Él cree que China puede derrotar al enemigo si usa la guerra de guerrillas y extiende la duración de la guerra.

### Capítulo 5: Organización para la guerra de guerrillas
Mao dice que las guerrillas se pueden crear a partir de las masas o de los soldados. Las unidades de guerrilla deben aprender a ser independientes del liderazgo superior porque pueden necesitar funcionar sin él. “La cualidad natural más importante es la total lealtad a la idea de la emancipación del pueblo. Si esto está presente, los demás se desarrollarán; si no está presente, no se puede hacer nada ". Las tropas guerrilleras deben adquirir suministros, municiones y armas de los japoneses después de las victorias en el campo de batalla.

### Capítulo 6: Los problemas políticos de la guerra de guerrillas
Mao explica los aspectos políticos inalienables de la guerra de guerrillas y cualquier guerra en general. “La acción militar es un método utilizado para lograr un objetivo político. Si bien la acción militar y los asuntos políticos no son idénticos, es imposible aislar uno del otro ". Los guerrilleros chinos deben ser autodisciplinados y comprometidos con la causa revolucionaria o el esfuerzo fracasará. Los soldados deben sacrificar algunos privilegios democráticos en el esfuerzo por derrotar a los japoneses.

### Capítulo 7: La estrategia de resistencia guerrillera contra Japón
Mao explica que las tropas guerrilleras no deben tener una concepción de la defensa o las líneas de batalla. Deben atacar a las tropas japonesas ortodoxas desde el frente, los lados y la retaguardia. Las tropas guerrilleras siempre deben dictar el momento de los conflictos con el enemigo. Deben estar preparados para huir si es necesario.